# Cheilosoria belangeri
Cheilosoria belangeri là một loài thực vật có mạch trong họ Adiantaceae. Loài này được (Bory in Belang.) Ching & Shing miêu tả khoa học đầu tiên năm 1982.